# Charly en guerre
Charly en guerre est un roman de jeunesse du béninois Florent Couao-Zotti, écrivain, auteur de romans, de nouvelles, de pièces de théâtre et de bandes dessinées. Le livre paraît en 2001 aux Éditions Dapper et compte 160 pages.

## Résumé
Charly en guerre raconte la vie d'un enfant de dix ans enrôlé de force dans une milice. Lui  qui vient de perdre son père et de voir sa mère enlevée va devoir apprendre de la guerre et dans la guerre. C'est l'histoire d'un enfant soldat qui avec son meilleur ami John se bat pour survivre dans un pays en proie à la guerre civile,,,,.

## Réception critique
Le livre est l’objet de maints analyses et critique après sa sortie. Sur RFI, le livre est décrit comme étant un roman de dénonciation à la volonté didactique manifeste, exprimée dans une écriture rythmée. Martha Mitze abonde dans le même sens dans son article intitulé L’Enfance volée : analyse de l’enfant-soldat dans Charly en guerre et dans La Petite fille à la kalachnikov. A la fin de son analyse, elle propose de pistes de solutions pour sortir les enfants de la guerre et sauver les enfants-soldats. Dans son article intitulé Charly en guerre de Florent COUAO-ZOTTI, Kouassi Claude OBOE dit que c'est un livre écrit en prose pour la jeunesse dans le but de dénoncer avec véhémence la souffrance qu’endure la population lors des guerres civiles et l’enrôlement des enfants dans ces guerres.